# SN 2006th
SN 2006th – supernowa typu II odkryta 28 listopada 2006 roku w galaktyce A232900-0854. Jej maksymalna jasność wynosiła 20,50m.